# جرالد گرتی
جرالد گرتی (انگلیسی: Gerald Geraghty؛  ‏۱۰ اوت ۱۹۰۶ – ۸ ژوئیهٔ ۱۹۵۴) فیلم‌نامه‌نویس اهل ایالات متحده آمریکا بود.
از فیلم‌ها یا مجموعه‌های تلویزیونی که وی در آن‌ها نقش داشته‌است، می‌توان به عشق جنگلی او، ولز فارگو، مسیر گرند کنیون و بوفالو بیل جوان اشاره نمود.